# Rocío Mora Nieto
Rocío Mora Nieto es una abogada y activista por los derechos de las mujeres española. Desde 2016 es directora de la Asociación para la Prevención, Reinserción y Atención a la Mujer Prostituida (APRAM). En 2021 se convirtió en la primera española premiada por el Departamento de Estado de Estados Unidos como "heroína de la lucha contra la trata de seres humanos".

## Trayectoria
Es hija de Rocío Nieto, activista en defensa de los derechos de las mujeres en España y fundadora de la  Asociación para la Prevención, Reinserción y Atención a la Mujer Prostituida organización que Rocío Mora ha visto crecer.  "Ella me ha enseñado a luchar contra una realidad que a primera vista parece no existir: tenemos esclavos en la puerta de casa"
A los 18 cuando estudiaba Derecho en la Universidad Complutense de Madrid se ofreció para conducir toda la noche la unidad móvil que cada día acudía a la Casa de Campo. Desde entonces está vinculada a la organización. Empezó trabajando en la unidad de rescate. Fue coordinadora general de Apramp desde 1995 y asumió la dirección de la organización en 2016.
Desde el inicio ha participado en la realización de estudios y trabajos de investigación sobre las necesidades y la situación de las personas en situación de prostitución y víctimas de trata con fines de explotación sexual y ha participado como experta en el trabajo e intervención directa e integral con víctimas de trata y/o explotación sexual, así como en aspectos sociosanitarios, psicosociales y jurídicos de las mismas, en diversos foros, seminarios y jornadas tanto a nivel nacional como internacional.
También es profesora del "experto en lucha contra la Trata de Seres Humanos" de la Universidad de Alcalá de la primera titulación universitaria sobre el tema.

## Posiciones
En sus intervenciones denuncia la importancia del "factor cultural" en la demanda de prostitución. "Se ha normalizado tanto que se ve como cualquier otra actividad de ocio." recordando que casi el 40 % de los hombres españoles han pagado por sexo al menos una vez en su vida. Según un informe de la ONU España es el tercer país del mundo en demanda de prostitución, tan sólo detrás de Tailandia y Puerto Rico.

## Premios y reconocimientos
- 2021 TIP Hero "Heroína de la lucha contra la trata de seres humanos". reconocimiento anunciado por el Secretario de Estado Antony Blinken durante la presentación del Informe sobre la Trata de Seres Humanos 2021 del Departamento de Estado de los Estados Unidos que reconoce a individuos de todo el mundo cuyos esfuerzos incansables han tenido un impacto duradero en la lucha contra la trata. Es la primera española que una española es distinguida con este galardón.[1][9]